# Nihoa verireti
Nihoa verireti là một loài nhện trong họ Barychelidae. Loài này phân bố ờ New Guinea.